# HD84410
HD84410 — хімічно пекулярна зоря спектрального класу A1, що має видиму зоряну величину в смузі V приблизно  8,6.
Вона  розташована на відстані близько 514,4 світлових років від Сонця.